# Luzula acutifolia
Luzula acutifolia là một loài thực vật có hoa trong họ Juncaceae. Loài này được H.Nordensk. mô tả khoa học đầu tiên năm 1969.